# سردشت (لردگان)
سردشت، شهری در بخش رودشت شهرستان لردگان در استان چهارمحال و بختیاری ایران است. این شهر، مرکز بخش رودشت است.
این شهر قدمتی طولانی دارد اما در سال ۱۳۹۲ با ادغام پنج روستا به یک شهر تبدیل شد. این شهر به دلیل موقعیت جغرافیایی خود از نظر آب و هوایی متنوع است و دارای مناطق آب و هوایی متفاوت است. اکثر مردم این شهر کشاورز، دامدار و کارگر هستند. بر اساس سرشماری مرکز آمار ایران در سال ۱۳۹۴ جمعیت شهرستان سردشت ۵۶۳۱ نفر است که با مهاجرت بی رویه به شهرهای بزرگ که عمدتاً برای کار به مهاجرت روی می آورند، کمتر از قبل شده است. با توجه به درآمد بسیار پایین آنها، احتمال پرداخت مالیات و درآمدزایی برای شهرداری به طرز باورنکردنی کم است. شهرستان سردشت از روستاهای زیادی مانند روستاهای مازه سردشت، سخت سردشت، آبزا سردشت، سردشت سفلی، برآفتاب سردشت، الغدیر، ایزدآباد، نور و چالکو سردشت تشکیل شده است

## جمعیت
بر پایه سرشماری عمومی نفوس و مسکن در سال ۱۳۹۵، جمعیت شهر سردشت برابر با ۵٬۶۹۱ نفر (۱٬۱۸۴ خانوار) بوده‌است